# Relações entre Irã e Vietnã
As relações entre o Irã e o Vietnã referem-se às relações bilaterais entre os dois países, que foram formalmente estabelecidas em 1973. O Irã tem uma embaixada em Hanói, enquanto o Vietnã mantém uma embaixada em Teerã.

## História

### Período medieval
Comerciantes persas estabeleceram seus negócios no Vietnã durante o século XV e houve uma série de relações econômicas naquela época.
Alexandre de Rhodes, que projetou o alfabeto vietnamita latino moderno, morreu em Isfahan, no Irã. Desde sua morte, seu túmulo tem sido um local de peregrinação para muitos vietnamitas que o consideram o pai fundador do alfabeto vietnamita moderno e protetor da herança vietnamita. Seu túmulo foi posteriormente erguido em francês, vietnamita, inglês e persa como uma dedicatória.

### Período pré-revolução
O Irã e o Vietnã não tinham relações diplomáticas bem estabelecidas devido à Guerra do Vietnã. O Irã era um país pró-ocidental, enquanto o Vietnã era dividido entre o Norte comunista e o Sul republicano.

### Período pós-revolução
Até 2016, três presidentes iranianos haviam visitado o Vietnã, sendo eles: Hassan Rouhani em 2016, Mahmoud Ahmadinejad em 2012 e Akbar Hashemi Rafsanjani em 1995.
Durante a visita de Rouhani, as duas nações se comprometeram a aumentar o comércio futuro para US$ 2 bilhões.